# 內沙尼克 (新澤西州)
內沙尼克（英語：Neshanic）是位於美國新澤西州薩默塞特縣的普查規定居民點。

## 人口
根據2020年美國人口普查的數據，內沙尼克的面積為9.33平方千米，當中陸地面積為9.25平方千米，而水域面積為0.08平方千米。當地共有人口854人，而人口密度為每平方千米91.53人。